# República Socialista Soviética de Lituania
La República Socialista Soviética de Lituania, abreviado como RSS de Lituania (en lituano: Lietuvos tarybu socialistine respublika; ruso: Литовская Советская Социалистическая Республика, romanizado: Litovskaya Sovetskaya Sotsialisticheskaya Respublika), comúnmente referida como Lituania Soviética, fue una de las quince repúblicas constituyentes de la antigua Unión Soviética, desde 1940 hasta 1991 (véase Revolución Cantada). Después de 1946, su territorio y fronteras reflejaron los de la República de Lituania de hoy, con la excepción de ajustes menores de la frontera con Bielorrusia.
Durante la Segunda Guerra Mundial, la anteriormente independiente República de Lituania fue ocupada por el Ejército Rojo el 16 de junio de 1940, de conformidad con los términos del Pacto Molotov-Ribbentrop del 23 de agosto de 1939, y establecido como una república soviética el 21 de julio. Entre 1941 y 1944, la invasión alemana de la Unión Soviética provocó su disolución. Sin embargo, con la retirada de los alemanes en 1944-1945, la hegemonía soviética se restableció y continuó durante cuarenta y cinco años. Como resultado, muchos países occidentales continuaron reconociendo a Lituania como un estado independiente, soberano de jure sujeto al derecho internacional, representado por las legaciones designadas por el  Estados bálticos anteriores a 1940, que funcionaban en varios lugares a través del Servicio Diplomático de Lituania.
El 18 de mayo de 1989, la RSS de Lituania se declaró un estado soberano, aunque todavía formaba parte de la URSS. El 11 de marzo de 1990, la República de Lituania fue restaurada como estado independiente, la primera república soviética en abandonar Moscú y liderar a otros estados a hacerlo. Considerado ilegal por las autoridades soviéticas, el país fue reconocido por las potencias occidentales inmediatamente antes de la disolución de la Unión Soviética. La propia Unión Soviética reconoció la independencia de Lituania el 6 de septiembre de 1991.

## Historia

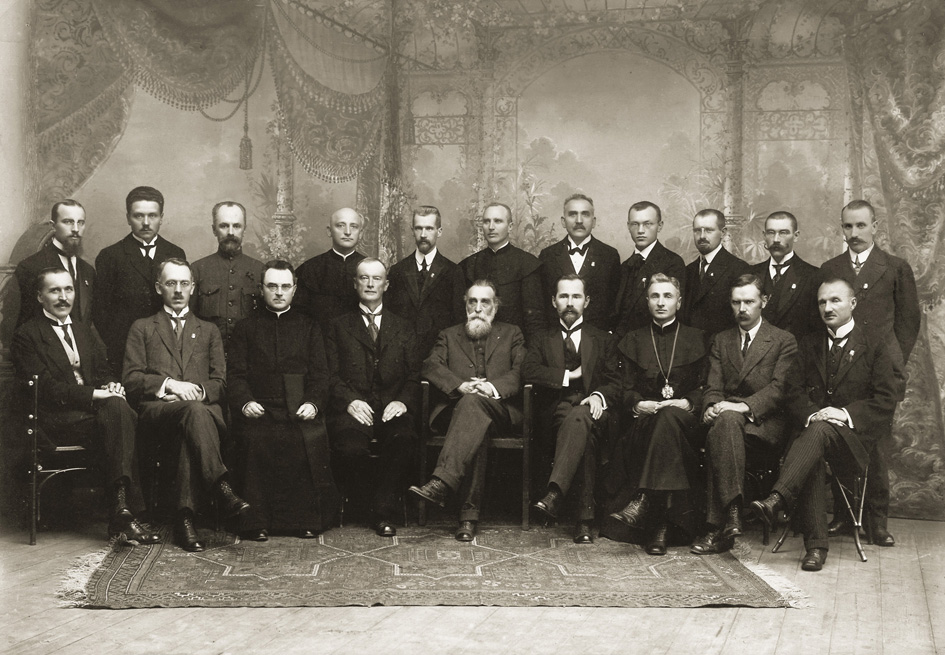
Los 20 miembros originales del Consejo de Lituania tras firmar el Acta de Independencia de Lituania, 1918.

Durante la Primera Guerra Mundial, entre 1914 y 1918, Lituania estuvo ocupada por Alemania, declarando otra vez su independencia el 16 de febrero de 1918. Entre 1918 y 1921 libró una guerra contra la recién proclamada República de Polonia, que había intentado anexionarse el Estado Lituano. La guerra se saldó con la pérdida del 20 % del territorio lituano, con la capital Vilna incluida, por lo que la capital se trasladó provisionalmente a Kaunas.
Justificándose en los pactos germano-soviéticos, y tras un referéndum, en junio de 1940 las tropas de la Unión de Repúblicas Socialistas Soviéticas (URSS) ocuparon el país, y en agosto de ese año Lituania fue anexionada, convirtiéndose en la República Socialista Soviética de Lituania; pero desde 1941 y hasta 1944 la Alemania Nazi expulsó al Ejército Rojo, por lo que una parte de la sociedad lituana percibió a los alemanes como sus libertadores frente al imperialismo bolchevique, pasando muchos de sus jóvenes a integrarse como combatientes destacados de las SS para ayudar a los nazis en la persecución y exterminio de los judíos lituanos y polacos, siendo asesinados unos 100.000 judíos en toda Lituania, 70.000 solamente en Vilna. Sin embargo, no les duró mucho porque, con la victoria militar del Ejército Rojo, y posteriormente el resto de tropas aliadas, sobre el ejército nazi, Lituania pasó a formar parte de la Unión Soviética, tras haberse acordado en el tratado de Potsdam de 1945.
Frente a ello grupos patriotas lituanos continuaron la guerra contra la Unión Soviética, mediante guerrillas que lucharon hasta 1956 que fueron finalmente derrotados. Los países occidentales consideraron esta anexión un acto ilegal (siguiendo la Doctrina Stimson), por lo que continuaron manteniendo relaciones diplomáticas con los representantes del gobierno de Lituania en el exilio, y no reconocieron a la RSS de Lituania como parte de la Unión Soviética.
En 1988 se formó el Movimiento Lituano por la Sąjūdis, que triunfó en las elecciones de 1989 en el Seima lituano, todavía perteneciendo Lituania a la Unión Soviética. En 1990 Vytautas Landsbergis fue elegido presidente, proclamando la independencia de Lituania el 11 de marzo de 1990, apoyado por la llamada Revolución Cantada. Hubo una dura réplica soviética con la ocupación militar de Vilna y la muerte de 13 personas en enero de 1991, que forzó la suspensión de la medida en mayo de 1990. Sin embargo, en el año 2000, el político lituano Audrius Butkevičius, uno de los líderes del Sąjūdis, movimiento que capitaneó las movilizaciones para la independencia de Lituania, reconoció que no fueron las fuerzas soviéticas las culpables que provocaron aquellas muertes, sino los propios independentistas lituanos, sus propias fuerzas paramilitares, pro-independentistas y personas pagadas, con el uso de fusiles de caza desde una serie de azoteas. Tras el fallido golpe de Estado de agosto de 1991 en Moscú, la independencia del país fue reconocida internacionalmente.

## Política
Al igual que en las demás repúblicas de la Unión Soviética, Lituania tenía un gobierno en el marco de una república socialista de partido único gobernada por la rama regional del Partido Comunista de la Unión Soviética conocida como Partido Comunista de la República Socialista Soviética de Lituania, dirigida por un Primer Secretario, y que tenía una importante presencia en todos los órganos de gobierno, política y sociedad. El poder legislativo consistía en el Sóviet Supremo, el cual era el parlamento unicameral de la república encabezada por un presidente, y con sede en el edificio del Sóviet Supremo en Vilna. El Presidente del Consejo de Ministros por otro lado dirigía al poder ejecutivo.

## Economía

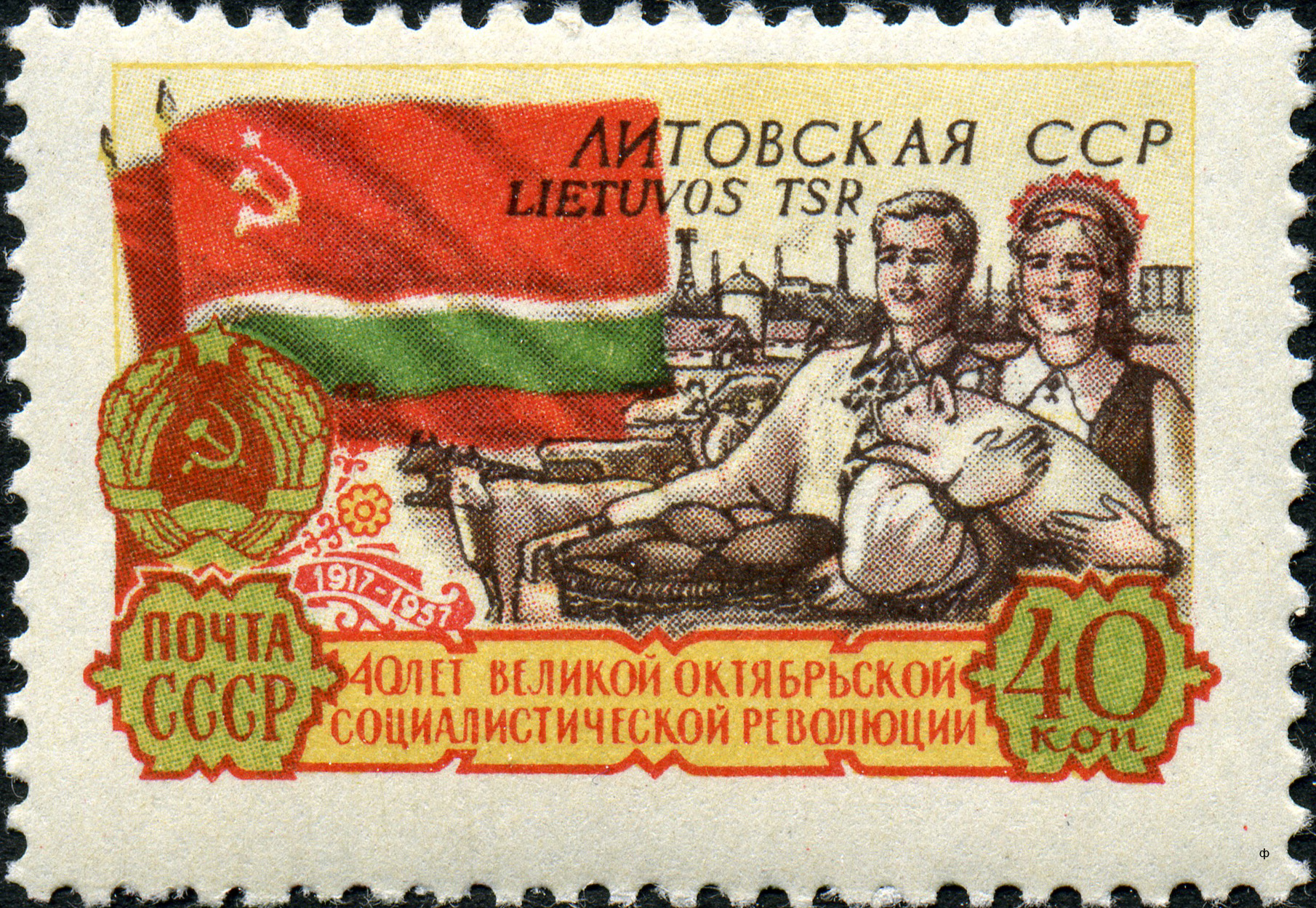
Sello postal de la República Socialista Soviética de Lituania, que muestra a los trabajadores de un Koljós

La Colectivización en la RSS de Lituania tuvo lugar entre 1947 y 1952.
El per cápita PIB de 1990 de la República Socialista Soviética de Lituania fue de $ 8.591, que estaba por encima del promedio para el resto de la Unión Soviética de $ 6.871. Esto era la mitad o menos del PIB per cápita de los países adyacentes Noruega ($ 18,470), Suecia ($ 17,680) y Finlandia ($ 16,868).
Lituania representó el 0,3% del territorio de la Unión Soviética y el 1,3 por ciento de su población, pero generó una cantidad significativa de la producción industrial y agrícola de la Unión Soviética: el 22 por ciento de sus aparatos de soldadura eléctrica, el 11,1 por ciento de sus tornos para cortar metales, el 2,3 por ciento de sus fertilizantes minerales, 4,8 por ciento de sus motores eléctricos de corriente alterna, 2,0 por ciento de su papel, 2,4 por ciento de sus muebles, 5,2 por ciento de sus calcetines, 3,5 por ciento de ropa interior y géneros de punto, 1,4 por ciento de calzado de cuero, 5,3 por ciento de artículos para el hogar  refrigeradores, 6,5 por ciento de televisores, 3,7 por ciento de carne, 4,7 por ciento de mantequilla, 1,8 por ciento de productos enlatados y 1,9 por ciento de azúcar.
Lituania también fue un donante neto del presupuesto de la URSS. Se calculó en 1995 que la ocupación resultó en 80 000 millones LTL (más de 23 000 millones euros) en pérdidas, incluidas pérdidas de población, militares y propiedades eclesiásticas y destrucción económica.  entre otras cosas. Lituania sufrió principalmente hasta 1958 cuando más de la mitad de los presupuestos nacionales anuales se envió a los presupuestos de la URSS, luego este número disminuyó pero aún se mantuvo alto en alrededor del 25% de los presupuestos nacionales anuales hasta 1973 (en total, Lituania envió alrededor de un tercio de  todo el dinero de sus presupuestos nacionales anuales a los presupuestos de la URSS durante todo el período de ocupación).

### Ciencia
Un planetoide, (2577) Litva, descubierto en 1975 por un astrónomo soviético Nikolai Stepanovich Chernykh lleva el nombre de la República Socialista Soviética de Lituania.